# دراگاچ
دراگاچ (به لهستانی:  Dragacz) یک روستا در لهستان است که در گمینا دراگاچ واقع شده‌است. دراگاچ ۶۱۰ نفر جمعیت دارد.